# 廖寶珊紀念書院
廖寶珊紀念書院（英語：Liu Po Shan Memorial College），是一所座落於香港荃灣區的 Band 1c 中學，由廖寶珊教育基金有限公司主辦。原名為創興書院，由香港富商廖寶珊先生（創興銀行創辦人）創建於1956年。初設於香港島西區石塘咀屈地街，後遷往山道獨立校舍，現校址位於新界荃灣綠楊新邨22－66號。廖寶珊長子廖烈文先生等為紀念創校人，於1976年將學校易名為廖寶珊紀念書院至今。

## 校政管理
歷任校監
- 1956年至1961年：廖寶珊 先生
- 1961年至2002年：廖烈文 先生[7]
- 2002年至今：廖碧鈿 女士

歷任校長
- 1956年至1958年：曹炎坤 博士
- 1958年至1966年：李寶棨 先生
- 1966年至1971年：廖烈英 先生
- 1971年至1987年：陳璋 先生[8]
- 1987年至1999年：黃兆根 先生
- 1999年至2002年：鍾國培 先生（署理）
- 2002年至2023年：羅靈芝 女士[9]
- 2023年至今：張偉聲 先生[10]

歷任副校長
- 陳奕南 先生
- 李雪琴 女士
- 張偉聲 先生

## 歷史

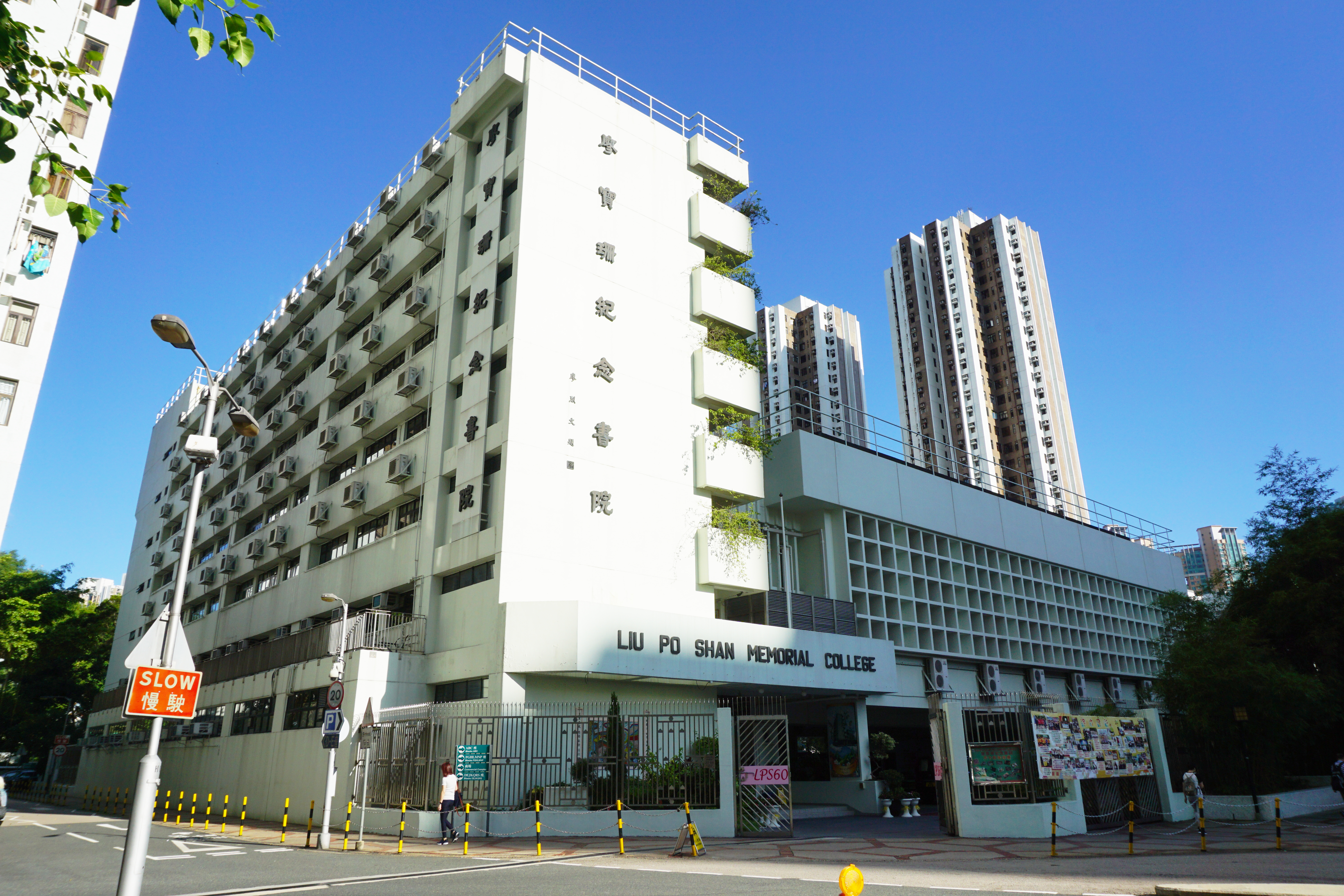
廖寶珊紀念書院現時校舍

廖創興銀行創辦人及地產發展商廖寶珊，於1956年創辦創興書院，校址最初設於香港島西區石塘咀屈地街，由廖寶珊先生親自擔任校監。1976年遷往山道新落成的獨立校舍。同年廖寶珊的兒子廖烈文等人為紀念廖寶珊創辦該校，遂將學校易名為「廖寶珊紀念書院」，同時增設預科班，成為一所學制完整的中學。由創校初年至遷址荃灣前，該校設有中文幼稚園部、中文小學部以及英文中學部。至1980年初，廖氏昆仲成立「廖寶珊教育基金有限公司」，並向教育署申請開辦津貼中學，經過三年時間策劃，終獲准在荃灣綠楊新邨開辦一所全新的文法男女中學，校名仍為廖寶珊紀念書院，於1984年9月正式開課。校方於1999年重鋪學校操場，增建教員室、多媒體學習中心、語言學習中心、全校鋪設寬頻網絡，以及安裝空調系統，學校設施更臻完善。2002年秋前又把手球場附近地方加設了花園，花園裡更增設安樂椅，供學生使用。2011年，更增添了一個魚池於手球場附近，以供學生觀賞。
此外，為迎接334新學制，學校於2009年9月將中四級由原來的4班，增設至5班。2010年9月讓初中部份班別學生改以英語授課（除中國語文、中國歷史、普通話及通識教育外所有科目）。2011年9月再將中四級由原來的5班，增設至6班，但於2014年9月改回現在的5班。及後於2014年9月29日，有學生聲援雨傘革命，並於學校禮堂舉行罷課、於學校門外綁上黃絲帶和把「我要真普選」直幡掛在學校六樓外牆。2016年10月8日，該校先後有5位學生感染手足口病，事後學校以1比49稀釋家用漂白水清潔及消毒學校，但情況仍未受控，接著有數位學生再感染手足口病。而於2019年反修例運動中，學校亦有學生於同年12月9日在校門外組人鏈聲援。
在學術以外，廖寶珊紀念書院的游泳及手球校隊常在學界比賽中獲獎。合唱團也是校際音樂節的奪冠常客。而中樂團曾多次被邀進行表演。2013年，為促進有關方面發展，該校創立了管樂團。還有，該校學生多次在全港性及國際性比賽中獲得一等獎等成績。

## 學校象徵

### 校歌
廖寶珊紀念書院校歌由黃友棣作曲，廖寶珊填詞。

## 校內組織

### 法團校董會
該校在2012年9月成立法團校董會，成員計有校內、外人士之外，尚有廖寶珊家族成員。

### 家長教師會
1998年，廖寶珊紀念書院家長教師會成立。

### 校友會
廖寶珊紀念書院在2004年成立校友會。

### 學生會
每年學年初由全校學生投票選出新一屆學生會。
- 2009－2010年度：ZERO
- 2010－2011年度：直閣
- 2011－2012年度：全新敢閣 INNOVATION
- 2012－2013年度：Unique (You need!)
- 2013－2014年度：無閣界
- 2014－2015年度：您是主閣
- 2015－2016年度：BRAVERY
- 2016－2017年度：Harmony
- 2017－2018年度：DeltA
- 2018－2019年度：Beginning
- 2019－2020年度：UnI
- 2020－2021年度：Ares
- 2021－2022年度：Stelo
- 2022－2023年度：Shine
- 2023－2024年度：Echo

### 四社
學校四社分別為：
- 紅棉社（Kapok）
- 青松社（Pine）
- 丹楓社（Maple）
- 紫荊社（Bauhinia）

### 課外活動學會
學校開設了不同課外活動學會給學生們自由參與，目的是鼓勵學生積極參與服務活動，訓練學生的領導才能，認識社會、參與社會、服務社會。
| 學科           | 興趣             | 體育       | 服務         |
| -------------- | ---------------- | ---------- | ------------ |
| 中文學會       | 樹脂黏土班       | 壁球隊     | 公益少年團   |
| 英文學會       | 潮玩D.I.Y.學會   | 男子手球隊 | 少年警訊     |
| 數學學會       | 攝影學會         | 女子手球隊 | 童軍         |
| 通識學會       | 魔術學會         | 羽毛球隊   | 聖約翰救傷隊 |
| 科學學會       | 中文辯論隊       | 乒乓球隊   |              |
| 地理學會       | 英文辯論隊       | 女子排球隊 |              |
| 歷史學會       | 演藝學會         | 田徑隊     |              |
| 資訊與科技學會 | 跆拳道班         | 男子籃球隊 |              |
| 音樂學會       | 園藝學會         | 游泳隊     |              |
| 美術學會       | Take a break小組 | 足球隊     |              |
| 家政學會       | 英語話劇學會     |            |              |
| 設計與科技學會 | 桌遊學會         |            |              |
| 經濟學會       | STEM學會         |            |              |
| 中史學會       | 舞蹈學會         |            |              |
| 圖書館學會     |                  |            |              |

## 校園環境
| 課室數目   | 33 |
| 禮堂數目   | 1 |
| 操場數目   | 1 |
| 圖書館數目 | 1 |
| 特別室     | 音樂室、視藝室、地理室、通識室、多用途中心、家政室、高級家政室、生物實驗室、化學實驗室、物理實驗室、綜合實驗室、英語角 |
| 體育設施   | 一個標準籃球場、兩個半場籃球場、手球場、高爾夫球練習場、排球場及50米跑道                                               |
| 其他       | 各個課室均裝設聯網電腦系統及實物投影機。                                                                               |

## 學校改善工程計劃
廖寶珊家族於2005年捐款港幣230萬元予進行學校改善工程計劃。
- 地面
  - 員工宿舍：原本的地面樓層設有員工宿舍，學校因迎接334新學制，而面臨課室不足，故將員工宿舍改為體育器材室及通識教育室的一部份。
  - 體育器材室：原本的體育器材室改建成現在的小賣部。
  - 小賣部：原本的小賣部改建成現在的通識教育室。
  - G02及G03室：原本G02及G03室並非打通，後來因為改建而打通課室。[23]
- (增闢學生會室、升學就業輔導室。[22][23]
- 一樓
  - 增闢兩間輔導學習室、家長教師會室及教師資源室。[22][23]
- 二樓
  - 205室：原本的205室是電腦室，因為學校課室不足以應對334新學制的學生使用，故把電腦室改建成現有的課室。
- 三樓
  - 家政室：由原本一間間為兩間，以增加課室（308室）。[24]

## 著名/傑出校友
演藝界
- 周潤發：香港男演員[9]（初中，創興書院山道舊校）
- 周永光：香港男配音員（創興書院山道舊校）
- 歐陽震華：香港男演員[9]（1967年幼稚園[11]、小學至中學，創興書院山道舊校）
- 吳若希：香港女歌手[9][25][26]（2008年中四）
- 羅彩玲：香港少女模特兒、女子組合「Mi55」的成員之一
- 梁爾紋：寰亞傳媒集團媒體總監
- 趙浚承：香港男歌手
- 黎美萱：香港女藝人
- Patrick C：香港知名遊戲實況主、Youtuber
- 麥沛東：香港男演員

體育界
- 丘建威：前香港足球代表隊成員及香港足球先生、香港著名足球評述員[9][27]
- 梁穎欣：2010／2011年度亞洲盃賽艇錦標賽亞軍
- 葉慧美：前香港女子手球代表隊成員
- 黃仁傑：前香港男子手球代表隊成員
- 梁諾軒：2011／2012年度香港學界體育聯會新界地域中學傑出運動員
- 朱皓霆：香港田徑代表隊成員[28]

政治、教育及商業界
- 葛兆源，MH：荃灣區議會（荃灣西北）區議員[29]
- 尹世全：匯豐銀行全球首席顧問培訓師
- 黃玉山：前香港公開大學校長（1962年小六）[30]
- 譚廣濂：前美國飛利浦亞洲區航運總裁、香港海外交通史學會會長、香港總商會中小型企業委員會前副主席[31]（1957年小六）

醫學及建築界
- 王振群：香港中文大學藥理系博士
- 吳恩融：香港建築師、香港中文大學建築系教授[32]

## 外部連結
- 廖寶珊紀念書院官方網站 （页面存档备份，存于）
- Liu Po Shan Memorial College 廖寶珊紀念書院的Facebook專頁
- 香港中學索引 - 廖寶珊紀念書院
- LPSMC Secrets的Facebook專頁